# Aethognathus cavilabris
Aethognathus cavilabris är en stekelart som beskrevs av James Waterston 1917. Aethognathus cavilabris ingår i släktet Aethognathus och familjen sköldlussteklar. Inga underarter finns listade i Catalogue of Life.